# 細說從頭 林慧萍珍藏收錄專輯Ⅳ
【細說從頭 林慧萍珍藏收錄專輯Ⅳ】是歌手林慧萍的個人第八張精選專輯；歌林唱片1991年5月發行。
收錄【無情弦】與【一個人 一段情】以及【錯過】三張專輯的精選。

## 專輯曲目
| 曲序 | 曲名               | 作詞   | 作曲   | 編曲   | 製作人        | 長度 | 備註                         |
| 01   | 無情弦             | 林秋離 | 熊美玲 | 陳玉立 | 楊明煌        | 3:42 |                              |
| 02   | 不願發生的事       | 陳美威 | 陳美威 | 陳玉立 | 楊明煌        | 3:58 | 男聲：楊璿 收錄於【無情弦】  |
| 03   | 一段情             | 史俊鵬 | 史俊鵬 | 陳志遠 | 黃建昌        | 3:39 | 收錄於【一個人 一段情】      |
| 04   | 一個人             | 麥綺芬 | 戴方達 | 陳志遠 | 黃建昌        | 4:22 | 收錄於【一個人 一段情】      |
| 05   | 錯過               | 蘇來   | 蘇來   | 陳玉立 | 楊明煌‧黃建昌 | 3:57 | 蘇來翻唱；收錄於《大火》專輯 |
| 06   | 當假期結束         | 楊明煌 | 陳玉立 | 陳玉立 | 楊明煌‧黃建昌 | 4:17 | 收錄於【錯過】               |
| 07   | 一生只愛一回的故事 | 楊明煌 | 楊明煌 | 陳玉立 | 楊明煌‧黃建昌 | 4:06 | 收錄於【錯過】               |
| 08   | 只有你             | 黃韻玲 | 黃韻玲 | 陳玉立 | 楊明煌‧黃建昌 | 4:41 | 收錄於【錯過】               |
| 09   | 寂寞已離我遠去     | 王海玲 | 王海玲 | 陳玉立 | 楊明煌        | 3:05 | 收錄於【無情弦】             |
| 10   | 堆積的心           | 黃建昌 | 馬兆駿 | 陳玉立 | 楊明煌‧黃建昌 | 3:16 | 收錄於【錯過】               |
| 11   | 萍水相逢           | 黃大軍 | 黃大軍 | 陳志遠 | 黃建昌        | 4:36 | 收錄於【一個人 一段情】      |
| 12   | 就是我愛你         | 林秋離 | 熊美玲 | 陳玉立 | 楊明煌        | 3:38 | 收錄於【無情弦】             |

## 專輯版本
- CD
  - 1991年5月歌林唱片發行
  - 2010年1月18日是明企業總經銷【歌林巨星34 經典復刻盤 - 林慧萍﹝五﹞無情弦＊萍水相逢】專輯，重製發行